# Кинофестиваль в Авориазе 1978 года
VI Международный фестиваль фантастического кино в Авориазе (кинофестиваль) (Le 6eme Festival international du film fantastique d'Avoriaz)  проходил во французских Альпах (Франция) в январе 1978 года. 

## Жюри
- Уильям Фридкин (William Friedkin) — президент
- Карел Аппель (Karel Appel)
- Фернандо Аррабаль (Fernando Arrabal)
- Джейн Биркин (Jane Birkin)
- Даниэль Буланже (Daniel Boulanger)
- Михалис Какоянис (Michael Cacoyannis)
- Дидье Декуэн (Didier Decoin)
- Ален Делон (Alain Delon)
- Мишель Драш Michel Drach)
- Серджо Леоне (Sergio Leone)
- Фелисьен Марсо (Felicien Marceau)
- Жанна Моро (Jeanne Moreau)
- Надин Трентиньян (Nadine Trintignant)
- Анри Верней (Henri Verneuil)

## Лауреаты
- Гран-при: «Замкнутый круг» (Full Circle), Великобритания, 1977, режиссёр Ричард Лонкрейн

- Спец. приз жюри: «Последняя волна» (Last Wave, The), Австралия, 1977, режиссёр Питер Уэйр

- Приз критики: «Ангел и женщина» (L'Ange et la femme), Канада, 1977. режиссёр Жиль Карл

- Приз «Золотая антенна»: « Голова-ластик» (Eraserhead) Канада, 1977. режиссёр Дэвид Линч